# Ченезелли
Ченезелли (итал. Ceneselli) — коммуна в Италии, располагается в провинции Ровиго области Венеция.
Население составляет 1868 человек, плотность населения составляет 67 чел./км². Занимает площадь 28 км². Почтовый индекс — 45030. Телефонный код — 0425.
В коммуне 25 марта особо празднуется Благовещение Пресвятой Богородицы. 